# 上都路

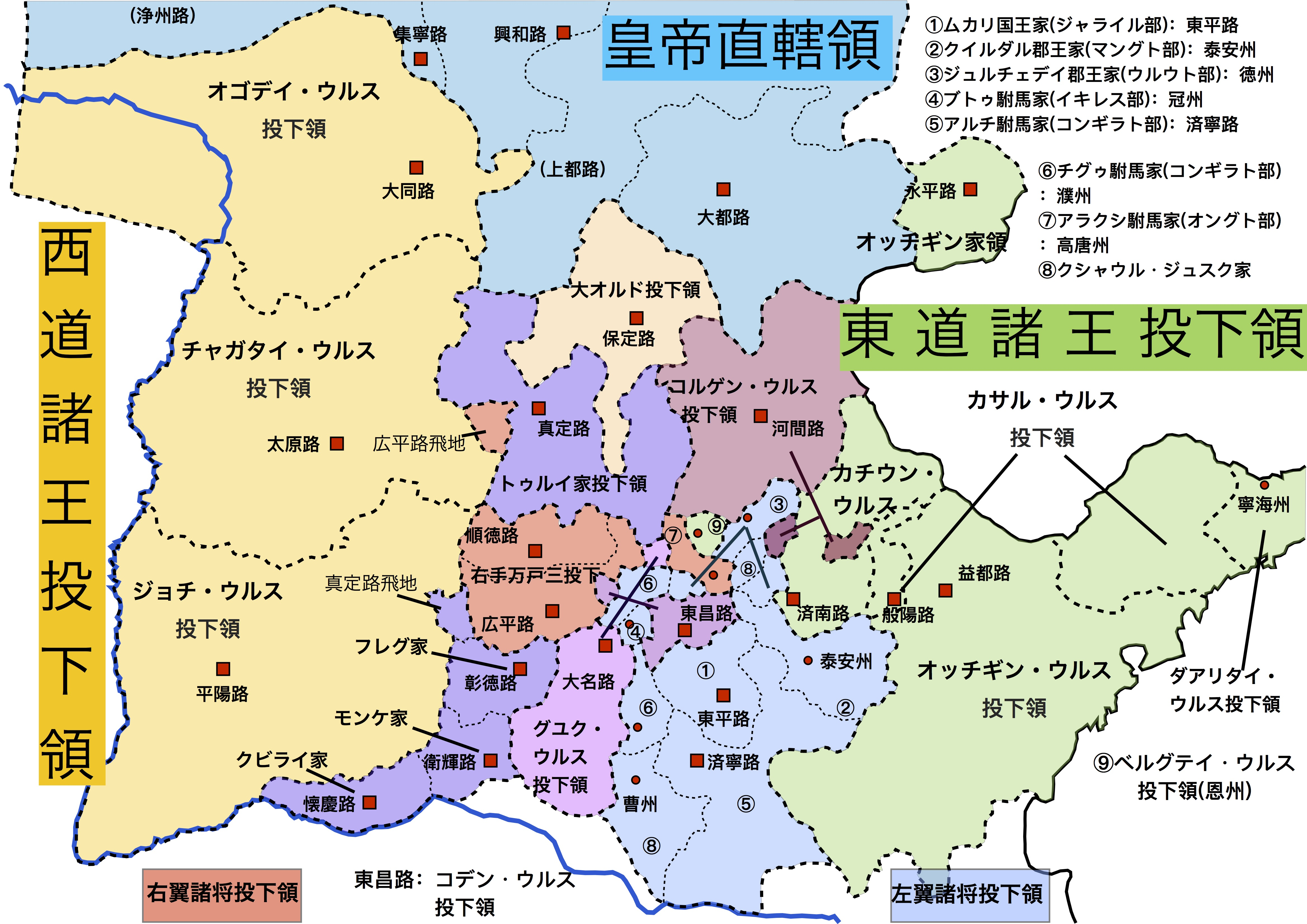
モンゴル時代の華北投下領。上都路は上部中央に位置する。

上都路（じょうとろ）は、中国にかつて存在した路。モンゴル帝国および大元ウルスの時代に現在の内モンゴル自治区シリンゴル盟南部及び河北省承徳市一帯に設置された。
路名はこの地に大元ウルスの夏営地たる上都開平府が設置されたことに由来する。

## 歴史
金代の桓州を前身とする。元来、この地方はキタイ（契丹）人の住まう地域であり、チンギス・カンの金朝侵攻が始まると真っ先に投降してその配下に入った。モンゴル高原の南限にあたる桓州一帯はモンゴルの華北侵攻の拠点とされ、華北方面軍司令官に任じられたムカリが駐蹕した。以後、桓州一帯にはムカリ率いる軍団（後に「五投下」と総称される）の遊牧地となり、特にジャライル部のムカリ家・ウルウト部のジュルチェデイ家がここを幕地とした。後にムカリの孫のスグンチャクは上都西方の「アルチャト」に本営を置いている。
第4代皇帝モンケの治世に入ると、モンケの次弟クビライが東アジア方面の司令官に抜擢された。クビライは妻チャブイを通じて「五投下」の諸侯と姻戚関係にあり、五投下の勢力圏たる灤河上流のドロン・ノールに自らの本拠地を置いた。その後、モンケの死によって即位したクビライは1260年（中統元年）にドロン・ノールの本営を「開平府」と改名し、更に1264年（中統5年）には「上都」の名前を与えた。
大元ウルスの朝廷では遊牧生活に由来する季節移動が行われ、大カーンは毎年夏営地たる上都と冬営地たる大都を往復し、上都と大都をつなぐ一帯が大元ウルスの巨大な「首都圏」と位置づけられていた。
朱元璋が明朝を建国すると、常遇春率いる遠征軍によって上都路は陥落し、開平衛が設置された。

## 管轄県
上都路には11県、6州、1府が設置されていた。

### 1県
- 開平県[5]

### 1府
- 宣徳府…宣徳県・宣平県・順聖県・保安州・蔚州を管轄する[6]。

### 4州
- 興州…興安県・宜興県を管轄する[7]。
- 松州[8]
- 桓州[9]
- 雲州…望雲県を管轄する[10]